# Чак Норис
Карлос Реј Норис (енгл. Carlos Ray Norris Jr.; Рајан, 10. март 1940) познатији по свом надимку Чак је амерички филмски и телевизијски глумац, политички активиста и непоражени карате шампион. Одрастао је у Оклахоми, Канзасу и Калифорнији, где је завршио средњу школу. Након што је одслужио војску у америчкој авијацији на територији Кореје, оснива своју сопствену школу борилачких вештина, Чак Кук До. Он је у војсци развио интерес за борилачке вештине и 1968. осваја титулу професионалног карате шампиона у средњој категорији. Норис је глумио у бројним акционим филмовима као што је Пут змаја са Брус Лијем. Након тога је глумио у тв серији Вокер, тексашки ренџер од 1993. до 2001. године. Почетком деведесетих Чак Норис постаје писац, говорник и финансијски спонзор за републиканске и евангелистичке хришћанске групе. Године 2005. на интернету се појавио феномен „чињенице о Чак Норису“ који описује различите моћи Чака Нориса, а све то као резултат утиска који је створен у филмовима о њему као жестоком момку.
Норис је посвећени хришћанин и политички конзервативац. Написао је неколико књига о хришћанству и донирао новац бројним републиканским кандидатима. Године 2007. и 2008. био је у кампањи Мајка Хакабија који се номиновао за председника.

## Филмографија
| Улоге Чака Нориса |                          |               |       |          |
| Година            | Српски назив             | Изворни назив | Улога | Напомена |
| 1969.             |                          |               |       |          |
| 1972.             | На змајевом путу         |               |       |          |
| 1973.             |                          |               |       |          |
| 1974.             |                          |               |       |          |
| 1977.             | Камионџија разбијач      |               |       |          |
| 1978.             |                          |               |       |          |
| 1979.             | Један против свих        |               |       |          |
| 1980.             | Октагон                  |               |       |          |
| 1981.             | Око за око               |               |       |          |
| 1982.             | Тихи бес                 |               |       |          |
| 1982.             | Прекомерна сила          |               |       |          |
| 1983.             | Тексашки ренџер Меквејд  |               |       |          |
| 1984.             | Нестали у акцији         |               |       |          |
| 1985.             | Нестали у акцији 2       |               |       |          |
| 1985.             | Закон ћутања             |               |       |          |
| 1985.             | Инвазија на Америку      |               |       |          |
| 1986.             | Делта одред              |               |       |          |
| 1986.             | Ватрени шетач            |               |       |          |
| 1988.             | Нестали у акцији 3       |               |       |          |
| 1988.             | Јунак и терор            |               |       |          |
| 1990.             | Делта одред 2            |               |       |          |
| 1991.             | На удару мафије          |               |       |          |
| 1992.             | Партнери                 |               |       |          |
| 1994.             | Гласник из пакла         |               |       |          |
| 1995.             |                          |               |       |          |
| 1996.             | Шумски ратник            |               |       |          |
| 1998.             | Логанов рат: У име части |               |       |          |
| 2000.             | Председников човек       |               |       |          |
| 2002.             | Председников човек 2     |               |       |          |
| 2003.             |                          |               |       |          |
| 2004.             | Пази, лопта!             |               |       |          |
| 2005.             | Секач                    |               |       |          |
| 2012.             | Плаћеници 2              |               |       |          |